# Podworowe
Podworowe – w średniowiecznej Polsce danina prawa książęcego, uiszczana do XIII-XIV wieku. Było pobierane w różnych postaciach, np. miodu, zboża, barana, krowy. Zanikło wraz z upowszechnieniem się immunitetu.